# 辰野事件
辰野事件（たつのじけん）は、1952年に長野県上伊那地域で発生した長野県警察による冤罪事件。

## 概要
同年4月29日の深夜から翌早朝にかけて、辰野警察署本署及び辰野駅前派出所（辰野町）、伊那警察署東箕輪村駐在所（箕輪町）及び美和村非持駐在所、伊那税務署（伊那市）が、何者かによってダイナマイトや火炎瓶で襲撃される事件が起きた。
警察は容疑者として日本共産党員13名を逮捕し、取調べ中に10人が自供したため、13人が爆発物取締罰則違反、放火未遂罪などで起訴された。起訴後は13名の被告は全員が犯行を否認し、党も「日本共産党に対する攻撃であり、でっちあげである」と抗議の声明を発表した。
1960年長野地方裁判所飯田支部は10名を実刑判決（首謀者とされた男は懲役7年）、3名を執行猶予付きの懲役刑と13名全員を有罪とした。
12人は控訴した結果、1972年12月1日、東京高等裁判所で証拠不十分として無罪判決を得、検察側も上告を断念した。
裁判長が証拠不十分とした点は、B被告方での会合が襲撃計画の謀議であったとは認められないこと、現場の状況は被告の自白と著しく矛盾があり、自白のような装置で爆発が行われたか疑問があること、現場を目撃者の証言が不合理な矛盾が多く別人が犯人である疑いがあること、アリバイのある被告がいることなどを挙げた。なお、無罪判決が出るまで、事件発生から20年7か月（一審は8年、二審は12年）がかかった。一審は弁護士が1人でかつ国会議員であったため審理が停滞したこと、二審は最初の4年間は棚ざらし状態であり、集中的な審理が行われたのは判決前の2年足らずの期間でしかないなど、裁判所側にも課題を残した。

## 評価
ジャーナリストの新藤健一は、辰野事件を「当局による現場改変の危険性」があった事件との認識を示した。